# الاتحاد التركي لكرة القدم
الاتحاد التركي لكرة القدم (بالتركية: Türkiye Futbol Federasyonu) تأسس في 23 أبريل 1923، وانضم إلى الاتحاد الدولي لكرة القدم في 1923 وإلى الاتحاد الأوروبي لكرة القدم في 1962.

## المنتخبات الوطنية
- منتخب تركيا لكرة القدم
  - منتخب تركيا تحت 21 سنة لكرة القدم
  - منتخب تركيا تحت 20 سنة لكرة القدم
  - منتخب تركيا تحت 19 سنة لكرة القدم
  - منتخب تركيا تحت 18 سنة لكرة القدم
  - منتخب تركيا تحت 17 سنة لكرة القدم
- منتخب تركيا لكرة القدم للسيدات
  - منتخب تركيا تحت 21 سنة لكرة القدم للسيدات
  - منتخب تركيا تحت 19 سنة لكرة القدم للسيدات
  - منتخب تركيا تحت 17 سنة لكرة القدم للسيدات
- منتخب تركيا لكرة القدم الشاطئية
- منتخب تركيا لكرة الصالات